# Fabio Rossitto
Fabio Rossitto (Aviano, 21 settembre 1971) è un allenatore di calcio ed ex calciatore italiano, di ruolo centrocampista.

## Carriera

### Giocatore
Cresce calcisticamente dapprima nella società dilettantistica del Fontanafredda e successivamente nell'Udinese: con quest'ultima debutta in Serie A il 17 gennaio 1990, a 18 anni, contro il Bologna. Diventato titolare nel 1992, per cinque stagioni è il punto di riferimento del centrocampo friulano; in questa fase giunge per lui anche la convocazione in nazionale, con la quale colleziona una presenza.

Rossitto al Napoli nella stagione 1998-1999

Nel 1997 passa al Napoli dove rimane a giocare per due stagioni, prima di trasferirsi alla Fiorentina; milita in viola per tre anni, facendo il suo debutto in UEFA Champions League. Ritorna quindi a Udine nel 2002, dove rimane per altre due stagioni prima di tentare nel 2004 l'avventura all'estero, in Belgio al Germinal Beerschot.
Rientrato in Italia al Venezia, passa poi ai dilettanti della Sacilese dove gioca, e contemporaneamente inizia ad allenare la formazione Esordienti, fino alla stagione 2006-2007.

### Allenatore
Dall'annata 2007-2008 incomincia a tempo pieno la sua carriera da allenatore, prendendo in mano la formazione Giovanissimi Nazionali dell'Udinese. Nel dicembre 2007 ritorna brevemente a giocatore con gli amatori del Forcate, squadra militante nella massima serie del Campionato Amatoriale FIGC del Friuli-Venezia Giulia. Nel giugno 2009 viene ingaggiato dall'Udinese come allenatore della formazione Primavera.
Nel marzo 2012 entra nel settore giovanile del Pordenone. Nel gennaio 2013 è promosso sulla panchina della prima squadra neroverde, nel campionato di Serie D, dove rimane fino al termine della stagione. Nell'ottobre dello stesso anno viene ingaggiato dalla Triestina, anch'essa militante in Serie D, in sostituzione dell'esonerato Maurizio Costantini.
Nel novembre 2014, nel corso del campionato di Lega Pro viene richiamato alla guida del Pordenone, ultimo in classifica. A fine stagione, dopo la retrocessione della squadra in Serie D, la società comunica che il contratto in scadenza di Rossitto non verrà rinnovato. Nel gennaio 2016 viene ingaggiato dalla Cremonese, subentrando a Fulvio Pea nel corso del campionato di Lega Pro. Anche qui, al termine della stagione non gli viene rinnovato il contratto.
Nell'aprile 2017 viene ingaggiato dal Palermo come vice di Diego Bortoluzzi. Nel febbraio 2018 torna per la terza volta sulla panchina del Pordenone, subentrando a Leonardo Colucci nel corso del campionato di Serie C. Nell'estate 2019 passa alla Manzanese, nell'Eccellenza friulana, con cui vince la coppa regionale.
Il 19 giugno 2020 si accorda con il Chions, militante in Serie D. Il 10 giugno 2021 il club, tramite una nota stampa, comunica che al termine della stagione agonistica il contratto del tecnico non verrà rinnovato per il 2021-2022.

## Statistiche

### Cronologia presenze e reti in nazionale
| Cronologia completa delle presenze e delle reti in nazionale ― Italia | Cronologia completa delle presenze e delle reti in nazionale ― Italia | Cronologia completa delle presenze e delle reti in nazionale ― Italia | Cronologia completa delle presenze e delle reti in nazionale ― Italia | Cronologia completa delle presenze e delle reti in nazionale ― Italia | Cronologia completa delle presenze e delle reti in nazionale ― Italia | Cronologia completa delle presenze e delle reti in nazionale ― Italia | Cronologia completa delle presenze e delle reti in nazionale ― Italia |
| Data                                                                  | Città                                                                 | In casa                                                               | Risultato                                                             | Ospiti                                                                | Competizione                                                          | Reti                                                                  | Note                                                                  |
| --------------------------------------------------------------------- | --------------------------------------------------------------------- | --------------------------------------------------------------------- | --------------------------------------------------------------------- | --------------------------------------------------------------------- | --------------------------------------------------------------------- | --------------------------------------------------------------------- | --------------------------------------------------------------------- |
| 1-6-1996                                                              | Budapest                                                              | Ungheria                                                              | 0 – 2                                                                 | Italia                                                                | Amichevole                                                            | -                                                                     | 70’                                                                   |
| Totale                                                                |                                                                       | Presenze                                                              | 1                                                                     |                                                                       | Reti                                                                  | 0                                                                     |                                                                       |

### Statistiche da allenatore
Statistiche aggiornate all'8 ottobre 2024.
| Stagione         | Squadra          | Campionato       | Campionato | Campionato | Campionato | Campionato | Coppe nazionali | Coppe nazionali | Coppe nazionali | Coppe nazionali | Coppe nazionali | Coppe continentali | Coppe continentali | Coppe continentali | Coppe continentali | Coppe continentali | Altre coppe | Altre coppe | Altre coppe | Altre coppe | Altre coppe | Totale | Totale | Totale | Totale | % Vittorie | Piazzamento       |
| Stagione         | Squadra          | Comp             | G          | V          | N          | P          | Comp            | G               | V               | N               | P               | Comp               | G                  | V                  | N                  | P                  | Comp        | G           | V           | N           | P           | G      | V      | N      | P      | %          | Piazzamento       |
| ---------------- | ---------------- | ---------------- | ---------- | ---------- | ---------- | ---------- | --------------- | --------------- | --------------- | --------------- | --------------- | ------------------ | ------------------ | ------------------ | ------------------ | ------------------ | ----------- | ----------- | ----------- | ----------- | ----------- | ------ | ------ | ------ | ------ | ---------- | ----------------- |
| gen.-mag. 2013   | Pordenone        | D                | 17+1       | 8          | 6          | 3+1        | CI-D            | -               | -               | -               | -               | -                  | -                  | -                  | -                  | -                  | -           | -           | -           | -           | -           | 18     | 8      | 6      | 4      | 44,44      | Sub., 2º          |
| ott. 2013-2014   | Triestina        | D                | 29         | 10         | 8          | 11         | CI-D            | -               | -               | -               | -               | -                  | -                  | -                  | -                  | -                  | -           | -           | -           | -           | -           | 29     | 10     | 8      | 11     | 34,48      | Sub., 10º         |
| nov. 2014-2015   | Pordenone        | LP               | 24+2       | 8          | 5          | 11+2       | CI-LP           | -               | -               | -               | -               | -                  | -                  | -                  | -                  | -                  | -           | -           | -           | -           | -           | 26     | 8      | 5      | 13     | 30,77      | Sub., 19º (retr.) |
| gen.-mag. 2016   | Cremonese        | LP               | 15         | 9          | 1          | 5          | CI+CI-LP        | 0+1             | 0+0             | 0+0             | 0+1             | -                  | -                  | -                  | -                  | -                  | -           | -           | -           | -           | -           | 16     | 9      | 1      | 6      | 56,25      | Sub., 6º          |
| feb.-mag. 2018   | Pordenone        | C                | 11+1       | 4          | 4          | 3+1        | CI+CI-C         | -               | -               | -               | -               | -                  | -                  | -                  | -                  | -                  | -           | -           | -           | -           | -           | 12     | 4      | 4      | 4      | 33,33      | Sub., 9º          |
| Totale Pordenone | Totale Pordenone | Totale Pordenone | 56         | 20         | 15         | 21         |                 | -               | -               | -               | -               |                    |                    |                    |                    |                    |             |             |             |             |             | 56     | 20     | 15     | 21     | 35,71      |                   |
| 2019-2020        | Manzanese        | Ecc.             | 22         | 16         | 3          | 3          | CI-Ecc.+CI-Dil. | 7+1             | 6+1             | 0+0             | 1+0             | -                  | -                  | -                  | -                  | -                  | -           | -           | -           | -           | -           | 30     | 23     | 3      | 4      | 76,67      | 1º (prom.)        |
| 2020-2021        | Chions           | D                | 38         | 3          | 12         | 23         | -               | -               | -               | -               | -               | -                  | -                  | -                  | -                  | -                  | -           | -           | -           | -           | -           | 38     | 3      | 12     | 23     | &7,89      | 20° (retr.)       |
| lug.-ott. 2024   | Rovigo           | Prom.            | 5          | 1          | 0          | 4          | CI-Prom.        | 3               | 2               | 1               | 0               | -                  | -                  | -                  | -                  | -                  | -           | -           | -           | -           | -           | 8      | 3      | 1      | 4      | 37,50      | Eson.             |
| Totale carriera  | Totale carriera  | Totale carriera  | 165        | 59         | 39         | 67         |                 | 12              | 9               | 1               | 2               |                    |                    |                    |                    |                    |             |             |             |             |             | 177    | 68     | 40     | 69     | 38,42      |                   |

## Palmarès

### Giocatore

#### Club
- Coppa Italia: 1

Fiorentina: 2000-2001

#### Nazionale
- Campionato d'Europa Under-21: 1

Francia 1994

#### Individuale
Premio Fair Play del CONI: 2005

### Allenatore

#### Club

##### Competizioni regionali
- Coppa Italia Dilettanti Friuli-Venezia Giulia: 1

Manzanese: 2019-2020